# Алексєєнко Борис Васильович
Бори́с Васи́льович Алексє́єнко  (нар. 19 серпня 1929, м. Краснодар, нині РФ) — український композитор. Член НСКУ (1968).

## Життєпис
Борис Алексеєнко народився 19 серпня 1929 в м. Краснодарі.
Музичну освіту здобув у м. Ленінграді (нині м. Санкт-Петербург) в музичному училищі при консерваторії (клас композиції В. Салманова, 1953), Київській консерваторії (клас композиції Костянтина Данькевича, 1958). Також навчався в класі симфонічного диригування Михайла Канерштейна.
У 1958—1962 роках працював викладачем музично-теоретичних дисциплін Тернопільського музичного училища. Згодом — викладач Київського інституту театрального мистецтва (1963—1966), музичний редактор Української студії хронікально-документальних фільмів (1962—1967), завідувач редакції музично-педагогічної літератури видавництва «Музична Україна» (1967—1973), Головний музичний редактор Кіностудії ім. О.Довженка (1973—1989).
Від 1989 року — Голова правління Музичного фонду НСКУ.
Лауреат медалі ім. А. Александрова (1980).

## Твори
- «Данко». Поема для симфонічного оркестру (1958)
- Соната-поема. Для фортепіано (1957, вид. К. 1965)
- «Солов'ї співають навесні». Музична комедія (1966)
- «Людина». Шість новел на вірші Е.Межелайтіса для читця та симфонічного оркестру (1966, 2 ред. 1980),
- «Юність». Увертюра для симфонічного оркестру (1967, друга ред. 1968)
- «Чипполіно». Музична комедія за повістю Джанні Родарі (1969)
- «Старики» («Перша борозна»). Музика до драми І.Кавалерідзе (1970)
- «Боги, чорти, люди». Музична комедія (1970)
- «Марійка-розгубійка» («Маша-растеряша»). Опера для малюків за казкою Л. Воронкової (пост. 1971, вид. К. 1974)
- «Чіє ж то весілля». Музика до водевілю (1972)
- «Українські буколіки». Для оркестру народних інструментів (1977)
- «Ода Києву». Вокально-симфонічна поема (1982)
- Сімфонієта «Піонерська» (1961, вид. К. 1983)
- «Ельтиген 1943». Симфонічна хроніка (1985)
- хори a cappella, романси, пісні, музика до драматичних постановок, кінофільмів